# Iodictyum idmoneoides
Iodictyum idmoneoides is een mosdiertjessoort uit de familie van de Phidoloporidae. De wetenschappelijke naam van de soort is, als Reteporellina idmoneoides, voor het eerst geldig gepubliceerd in 1934 door Harmer.